# Lejtienant Iljin (1886)
Lejtienant Iljin (ros. Лейтенант Ильин) – rosyjski krążownik torpedowy z lat 80. XIX wieku. Okręt został zwodowany 24 lipca 1886 roku w stoczni Carr and MacPherson w Sankt Petersburgu, a do służby w Marynarce Wojennej Imperium Rosyjskiego został wcielony w czerwcu 1887 roku, z przydziałem do Floty Bałtyckiej. Od 1907 roku jednostkę wykorzystywano jako okręt łącznikowy, a w czerwcu 1911 roku wycofano ze służby.

## Projekt i budowa
„Lejtienant Iljin” był klasyfikowany w rosyjskiej marynarce jako krążownik torpedowy (ros. minnyj kriejsier). Okręt zbudowany został w stoczni Carr and MacPherson w Sankt Petersburgu . Stępkę jednostki położono w sierpniu 1885 roku, a zwodowany został 24 lipca 1886 roku . Koszt budowy okrętu wyniósł w przeliczeniu 40 150 £.

## Dane taktyczno-techniczne

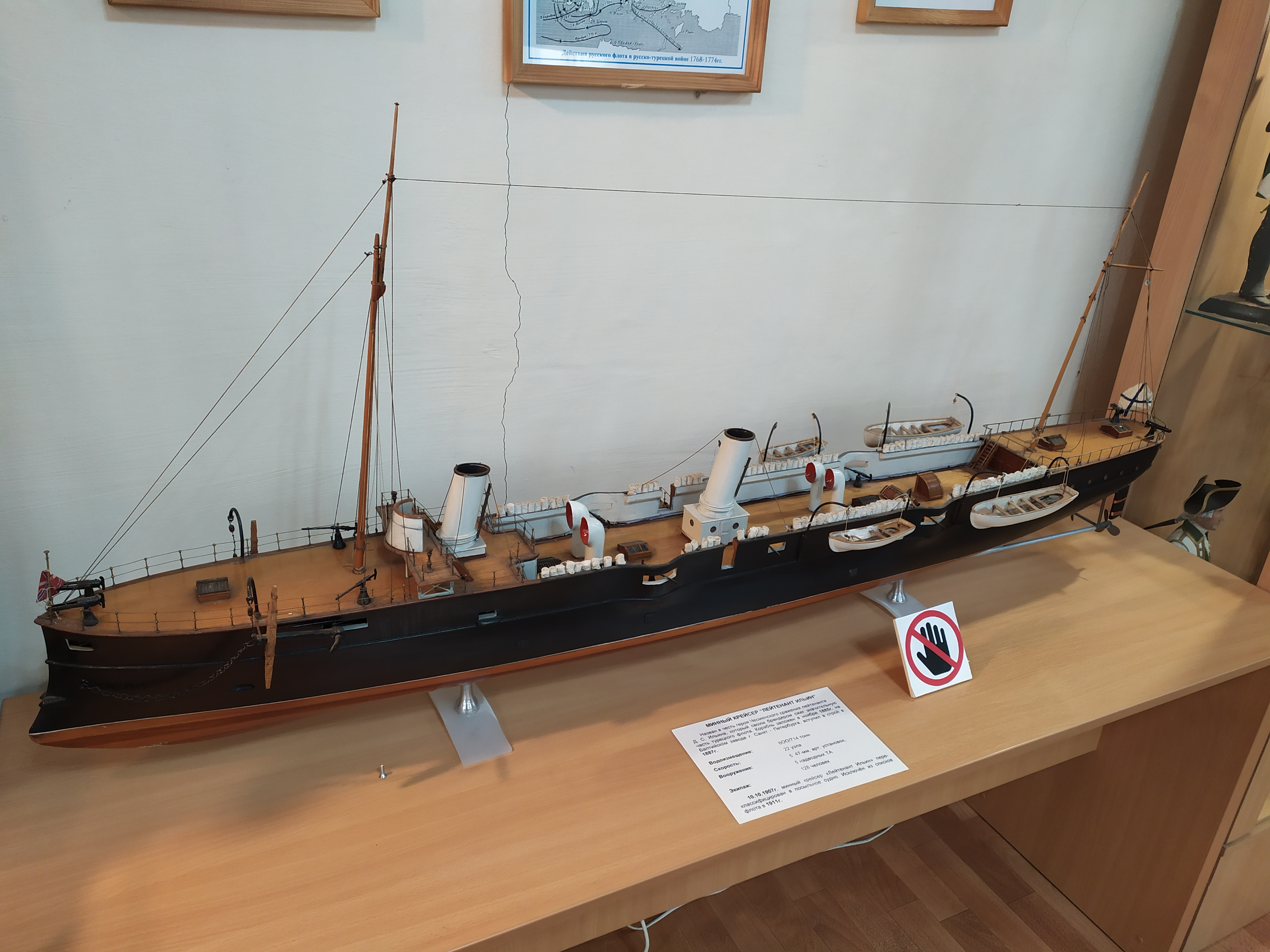
Model okrętu w Muzeum Floty Bałtyckiej w Bałtyjsku

Okręt był dwukominowym krążownikiem torpedowym z dwoma masztami i taranowym dziobem . Długość całkowita wykonanego ze stali kadłuba wynosiła 72,31 metra (71,4 metra między pionami), szerokość 7,42 metra i maksymalne zanurzenie 3,23 metra . Wyporność normalna wynosiła 604 tony, a pełna 714 ton . Okręt napędzany był przez dwie pionowe maszyny parowe potrójnego rozprężania o łącznej mocy 3500 KM, do której parę dostarczało sześć kotłów lokomotywowych . Dwuśrubowy układ napędowy pozwalał osiągnąć prędkość 20,8 węzła . Okręt mógł zabrać zapas węgla o maksymalnej masie 97 ton, co zapewniało zasięg wynoszący 1560 Mm przy prędkości 10 węzłów .
Okręt wyposażony był w siedem pojedynczych nadwodnych wyrzutni torped kalibru 381 mm: pięć stałych (dwie na dziobie skierowane do przodu, dwie na dziobie skierowane na każdą z burt i jedna rufowa) oraz dwie obracalne na pokładzie, z łącznym zapasem 16 torped o długości 5 metrów . Uzbrojenie artyleryjskie stanowiło siedem pojedynczych dział trzyfuntowych kalibru 47 mm Hotchkiss M1885 L/40, sześć dział rewolwerowych kalibru 47 mm Hotchkiss M1879 L/22 oraz sześć dział rewolwerowych kalibru 37 mm Hotchkiss M1873 L/17 . Opancerzenie pokładu wynosiło od 13 do 19 mm .
Załoga okrętu liczyła 132 oficerów, podoficerów i marynarzy.

## Służba
„Lejtienant Iljin” został wcielony do służby w Marynarce Wojennej Imperium Rosyjskiego w czerwcu 1887 roku . Jednostka weszła w skład Floty Bałtyckiej. We wrześniu 1907 roku „Lejtienant Iljin” został przebudowany na okręt łącznikowy: zdemontowano dwie wyrzutnie torped, dwie pojedyncze armaty kalibru 47 mm i wszystkie rewolwerowe działa kalibru 47 i 37 mm, instalując w zamian 10 pojedynczych dział kalibru 37 mm Hotchkiss L/20 . Jednostkę skreślono z listy floty w czerwcu 1911 roku .